# Hesperotettix viridis
Hesperotettix viridis är en insektsart som först beskrevs av Thomas, C. 1872.  Hesperotettix viridis ingår i släktet Hesperotettix och familjen gräshoppor.

## Underarter
Arten delas in i följande underarter:
- H. v. viridis
- H. v. brevipennis
- H. v. pratensis